# Maksim Koulikov
Maksim Pavlovitch Koulikov (en russe : Максим Павлович Куликов) est un joueur russe de volley-ball né le 6 mars 1992 à Novossibirsk (oblast de Novossibirsk). Il mesure 2,04 m et joue central.

## Clubs
| Club                   | De        | À         |
| ---------------------- | --------- | --------- |
| Lokomotiv Novossibirsk | 2009-2010 | 2013-2014 |
| Prikame Perm           | 2014-2015 | ...       |

## Palmarès
- Championnat d'Europe des moins de 21 ans (1)
  - Vainqueur : 2010
- Ligue des champions (1)
  - Vainqueur : 2013
- Coupe de Russie (2)
  - Vainqueur : 2010, 2011
- Supercoupe de Russie (2)
  - Vainqueur : 2011, 2012